# Coop-Hoonved
La Coop-Hoonved, già Fagor, Gan e Miko, era una squadra maschile francese di ciclismo su strada, attiva tra i professionisti dal 1970 al 1984.
Nata all'inizio del 1970 come Fagor-Mercier, dall'unione tra la storica formazione francese Mercier e il team spagnolo Fagor, nelle quindici stagioni di attività la squadra fu diretta dagli ex ciclisti Louis Caput, Maurice Quentin e Jean-Pierre Danguillaume, ed ebbe tra le sue file campioni come Raymond Poulidor, Cyrille Guimard, Barry Hoban, Gerrie Knetemann e Joop Zoetemelk.
Al Tour de France la squadra si aggiudicò, dal 1970 al 1984, 31 vittorie di tappa e numerosi successi nelle classifiche accessorie, ma mai il successo finale, nonostante i secondi posti colti da Zoetemelk (quattro) e Poulidor (uno, ma anche due volte terzo). Con la maglia marchiata Miko Zoetemelk ottenne comunque l'unico trionfo in carriera alla Vuelta a España, nel 1979; la squadra non partecipò invece mai al Giro d'Italia. Diverse vittorie giunsero anche nelle classiche e nelle brevi corse a tappe: un Giro delle Fiandre con Cees Bal, cinque Parigi-Nizza con Poulidor (due) e Zoetemelk (tre), una Freccia Vallone e due Grand Prix d'Automne sempre con Zoetemelk, due Gand-Wevelgem con Hoban e Kim Andersen, un'Amstel Gold Race con Knetemann.

## Storia
Nel 1983 il primo sponsor divenne Coop. In squadra arrivarono Pierre Bazzo dalla La Redoute-Motobécane (Christian Levavasseur fece il percorso inverso) e il cronoman Michel Laurent dalla Peugeot-Shell-Michelin. Al Tour de France gli atleti di Danguillaume ottennero sei vittorie di tappa, nella cronometro a squadre e individualmente con Régis Clère, Kim Andersen, Pierre Le Bigault, Laurent e Jacques Michaud. Jean-Louis Gauthier vestì inoltre di giallo per un giorno, Andersen per sei. Durante l'anno non giunsero altri successi di rilievo, eccetto quelli di Joop Zoetemelk al Tour du Haut-Var e di Bazzo al Grand Prix de Plouay. Nel 1984 cessò il sodalizio con la fabbrica di biciclette Mercier, e la fornitura passò al marchio italiano Rossin: la denominazione divenne così Coop-Hoonved. In stagione arrivarono le vittorie alla Gand-Wevelgem, al Tour du Limousin e al Grand Prix d'Isbergues grazie a Kim Andersen. Al termine dell'anno la squadra cessò l'attività.

## Cronistoria

### Cronologia
| Anno | Codice | Nome                       | Cat. | Biciclette | Dirigenza                                                |
| ---- | ------ | -------------------------- | ---- | ---------- | -------------------------------------------------------- |
| 1970 | -      | Fagor-Mercier-Hutchinson   | Pro  | Mercier    | Dir. sportivi: Louis Caput, Pedro Machain                |
| 1971 | -      | Fagor-Mercier-Hutchinson   | Pro  | Mercier    | Dir. sportivi: Louis Caput                               |
| 1972 | -      | Gan-Mercier-Hutchinson     | Pro  | Mercier    | Dir. sportivi: Claude Sudres, Louis Caput                |
| 1973 | -      | Gan-Mercier-Hutchinson     | Pro  | Mercier    | Dir. sportivi: Claude Sudres, Louis Caput                |
| 1974 | -      | Gan-Mercier-Hutchinson     | Pro  | Mercier    | Dir. sportivi: Claude Sudres, Louis Caput                |
| 1975 | -      | Gan-Mercier-Hutchinson     | Pro  | Mercier    | Dir. sportivi: Claude Sudres, Louis Caput, Bernard Sainz |
| 1976 | -      | Gan-Mercier-Hutchinson     | Pro  | Mercier    | Dir. sportivi: Claude Sudres, Louis Caput, Bernard Sainz |
| 1977 | -      | Miko-Mercier-Hutchinson    | Pro  | Mercier    | Dir. sportivi: Louis Caput                               |
| 1978 | -      | Miko-Mercier-Hutchinson    | Pro  | Mercier    | Dir. sportivi: Louis Caput, Maurice Quentin              |
| 1979 | -      | Miko-Mercier-Vivagel       | Pro  | Mercier    | Dir. sportivi: Jean-Pierre Danguillaume, Maurice Quentin |
| 1980 | -      | Miko-Mercier-Vivagel-Volvo | Pro  | Mercier    | Dir. sportivi: Jean-Pierre Danguillaume, Maurice Quentin |
| 1981 | -      | Miko-Mercier-Vivagel       | Pro  | Mercier    | Dir. sportivi: Jean-Pierre Danguillaume, Maurice Quentin |
| 1982 | -      | Coop-Mercier-Mavic         | Pro  | Mercier    | Dir. sportivi: Jean-Pierre Danguillaume, Michel Rameau   |
| 1983 | -      | Coop-Mercier-Mavic         | Pro  | Mercier    | Dir. sportivi: Jean-Pierre Danguillaume, Jacques Klie    |
| 1984 | -      | Coop-Hoonved               | Pro  | Rossin     | Dir. sportivi: Jean-Pierre Danguillaume, Jacques Klie    |

## Divise
| Fagor (1970-1971) | Gan (1972-1975) | Gan (1976) | Miko (1977-1980) | Miko (1981) | Coop (1982) | Coop (1983-1984) |

## Palmarès

### Grandi Giri
- Giro d'Italia

Partecipazioni: 0
- Tour de France

Partecipazioni: 15 (1970, 1971, 1972, 1973, 1974, 1975, 1976, 1977, 1978, 1979, 1980, 1981, 1982, 1983, 1984)
Vittorie di tappa: 31
1970: 2 (Cyrille Guimard, Rolf Wolfshohl)
1971: 1 (Jean-Pierre Genet)
1972: 4 (4 Cyrille Guimard)
1973: 3 (2 Barry Hoban, Cyrille Guimard)
1974: 3 (Genet, Poulidor, Vianen)
1975: 3 (Hoban, Zoetemelk, Knetemann)
1976: 3 (3 Joop Zoetemelk)
1978: 2 (Joop Zoetemelk, Christian Seznec)
1979: 2 (Christian Seznec, Joop Zoetemelk)
1980: 2 (Jean-Louis Gauthier, Raymond Martin)
1983: 6 (Clère, Andersen, Le Bigault, Laurent, Michaud, cronosquadre)
Vittorie finali: 0
Altre classifiche: 11
1970: Punti caldi (Cyrille Guimard)
1972: Combattività (Cyrille Guimard), Squadre
1974: Sprint (Barry Hoban)
1975: Squadre
1978: Squadre
1980: Scalatori (Martin), Combattività (Levavasseur), Squadre
1982: Combattività (Régis Clère), Squadre
- Vuelta a España

Partecipazioni: 4 (1970, 1971, 1979, 1981)
Vittorie di tappa: 17
1970: 3 (2 Eddy Peelman, José María Errandonea)
1971: 6 (3 Peelman, 2 Guimard, Vianen)
1979: 3 (2 Zoetemelk, Levavasseur)
1981: 5 (3 Clère, Andersen, Vichot)
Vittorie finali: 1
1979 (Joop Zoetemelk)
Altre classifiche: 2
1971: Punti, Regolarità (Guimard)

### Classiche monumento
- Giro delle Fiandre: 1

1974 (Cees Bal)

### Campionati nazionali
- Campionati britannici: 1

In linea: 1982 (John Herety)
- Campionati francesi: 2

In linea: 1974 (Georges Talbourdet); 1982 (Régis Clère)